# Al-massir
Al-massir é um filme de drama egípcio de 1997 dirigido e escrito por Youssef Chahine. Foi selecionado como representante do Egito à edição do Oscar 1998, organizada pela Academia de Artes e Ciências Cinematográficas.

## Elenco

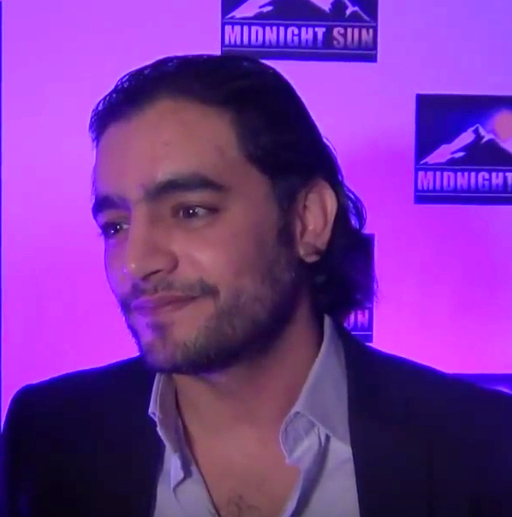

- Nour El-Sherif - Averroes
- Laila Eloui - Manuella
- Mahmoud Hemida
- Safia El Emari
- Mohamed Mounir
- Khaled El Nabawy - Nasser
- Seif El Dine